# A prop teu
A prop teu (originalment en anglès, Nowhere Special) és una pel·lícula dramàtica coproduïda internacionalment del 2020 escrita, dirigida i produïda per Uberto Pasolini. És protagonitzada per James Norton i Daniel Lamont, i ambientada a Irlanda del Nord. S'ha subtitulat al català.
El rodatge principal va començar l'agost de 2019. Es va projectar per primer cop al Festival de Cinema de Venècia el 10 de setembre de 2020 i es va estrenar al Regne Unit el 16 de juliol de 2021.

## Sinopsi
A un netejavidres de trenta-cinc anys li donen només uns mesos de vida. Intentarà trobar una nova família perfecta per al seu fill de tres anys, decidit a protegir-lo.

## Repartiment
- James Norton com a John
- Daniel Lamont com a Michael
- Eileen O'Higgins com a Shona
- Valerie O'Connor com a Ella
- Valene Kane com a Celia
- Keith McErlean com a Phillip
- Siobhán McSweeney com a Pam
- Chris Corrigan com a Gerry
- Niamh McGrady com a Lorraine
- Caolan Byrne com Trevor